# Melanocanthon bispinatus
Melanocanthon bispinatus là một loài bọ cánh cứng trong họ Bọ hung (Scarabaeidae).